# Пюи
Пюѝ (на френски: Pully, [pyˈji]) е град в западна Швейцария, част от окръг Лаво-Орон на кантона Во. Населението му е около 18 000 души (2018).
Разположен е на 426 метра надморска височина на Швейцарското плато, на северния бряг на Женевското езеро и на 3 километра източно от центъра на Лозана. Селището съществува от Римската епоха, а днес е предградие на Лозана.

## Известни личности
Починали в Пюи
- Уго Прат (1927 – 1995), италиански автор на комикси